# نوباء زيتية
نوباء زيتية (الاسم العلمي:Alternaria oleracea) هي نوع من الفطريات تتبع جنس النوباء من الفصيلة البوغيانية.